# Eden (raj)

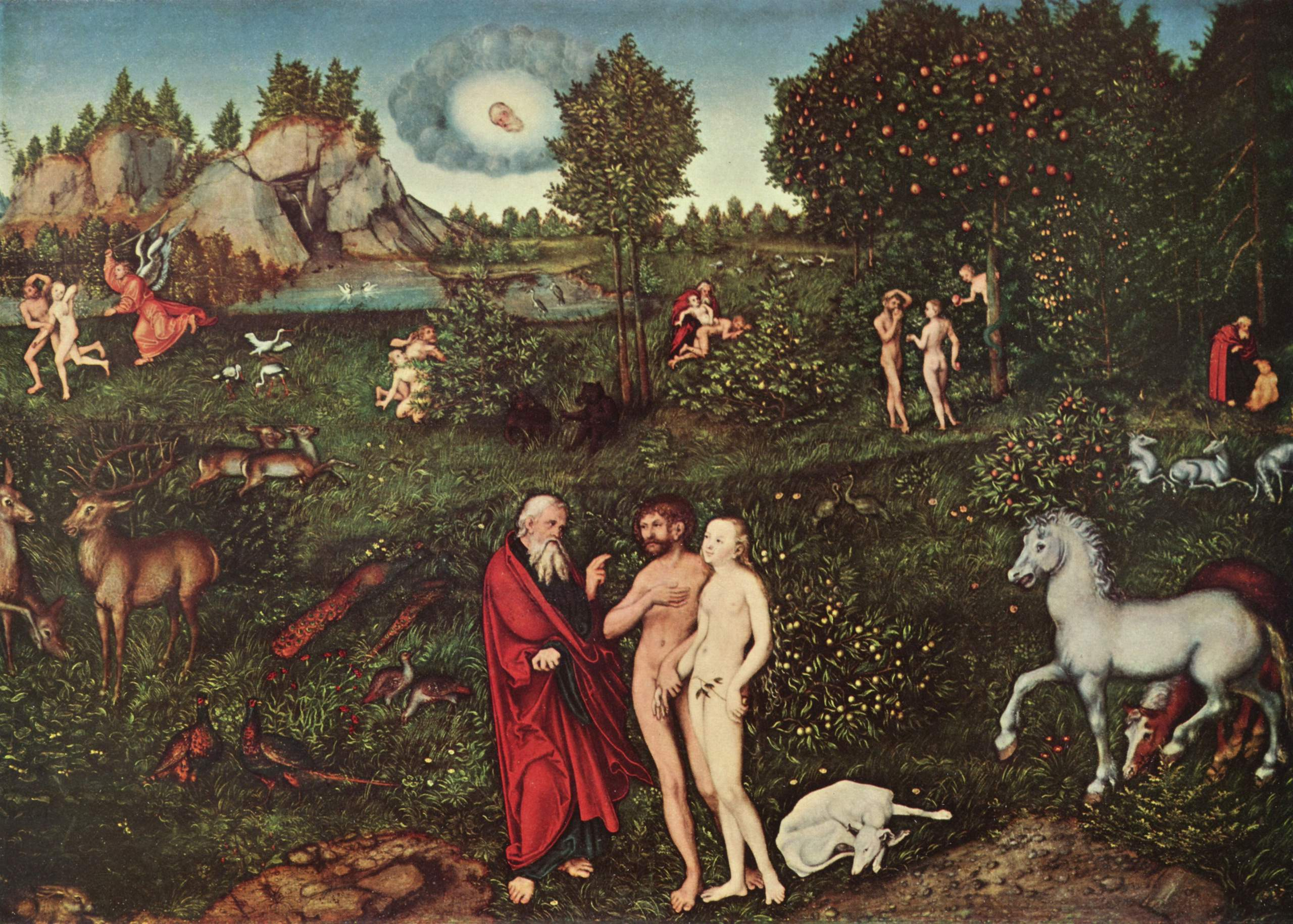
Lucas Cranach – Adam i Ewa w Rajskim Ogrodzie

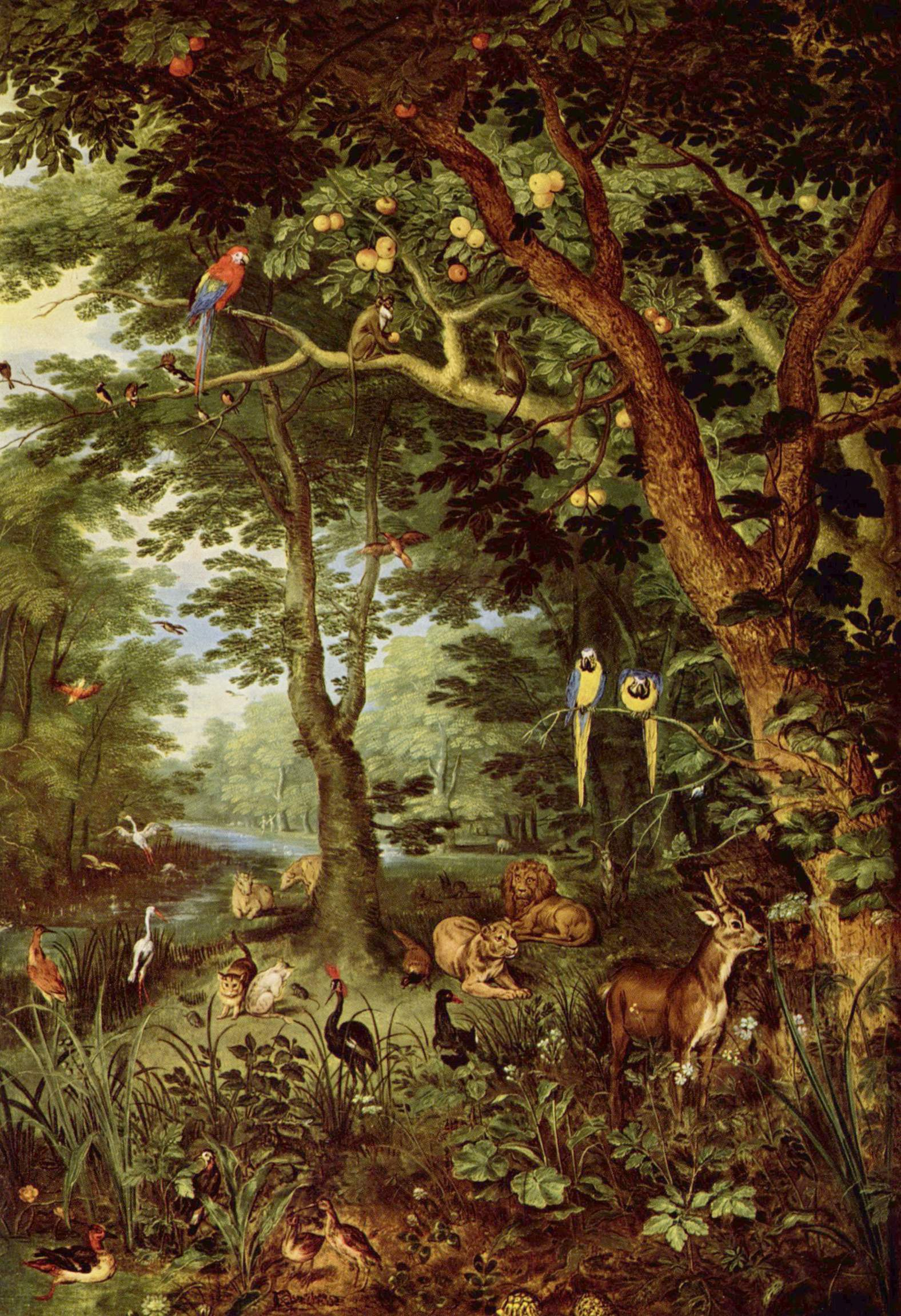
Jan Brueghel (starszy) – Paradajs

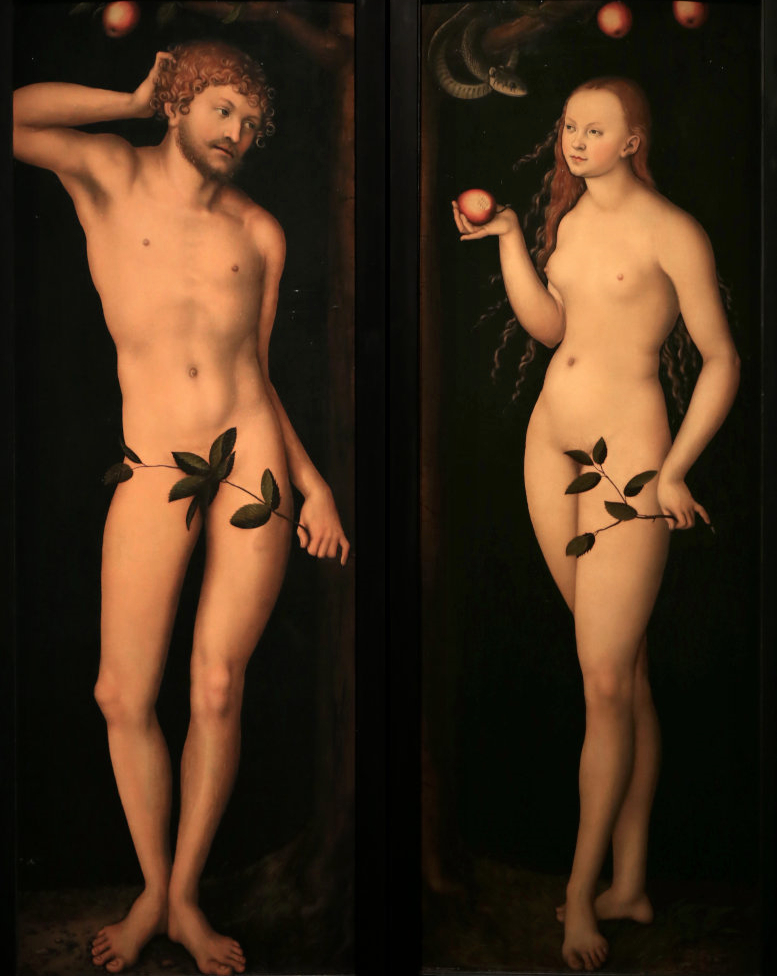
Skosztowanie owocu z drzewa poznania dobra i zła przez Adama i Ewę można rozumieć jako naruszenie boskiego zakazu. Fragment obrazu Lukasa Cranacha Starszego

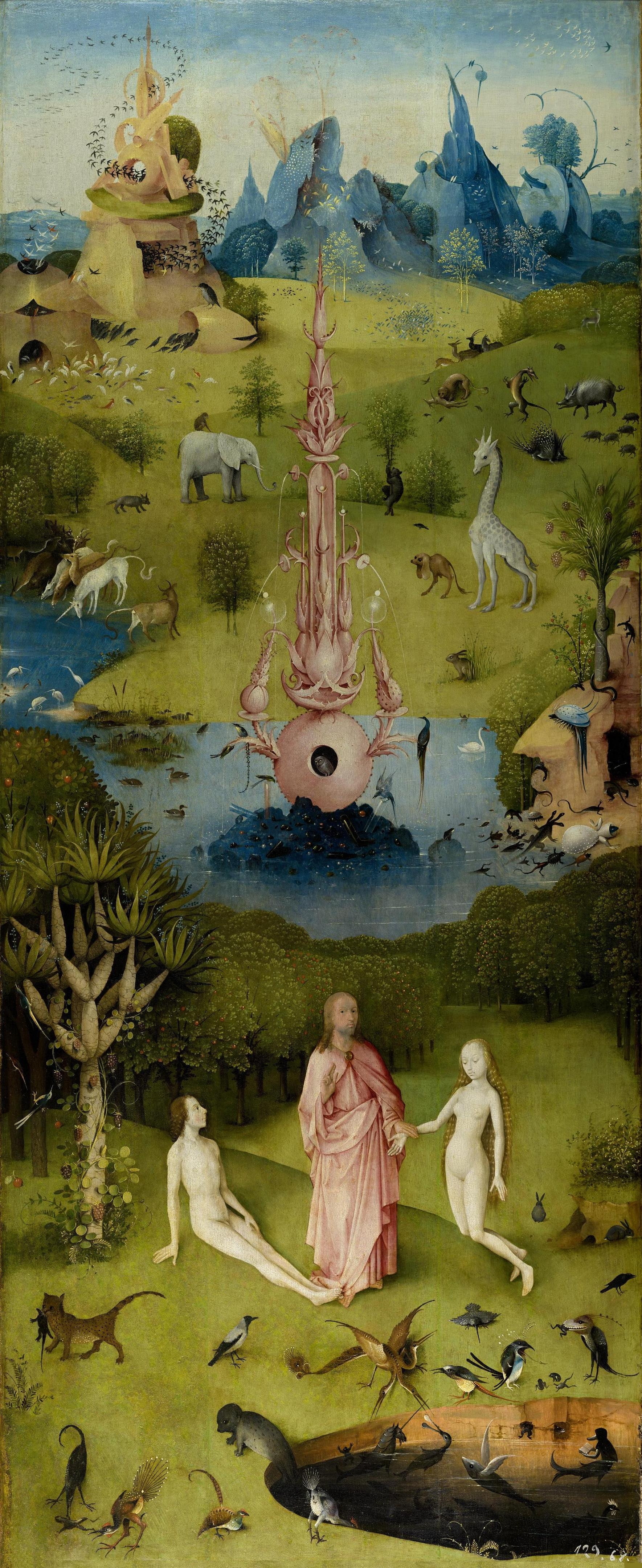
Tryptyk „Ogród rozkoszy“: Ogród Eden Hieronim Bosch

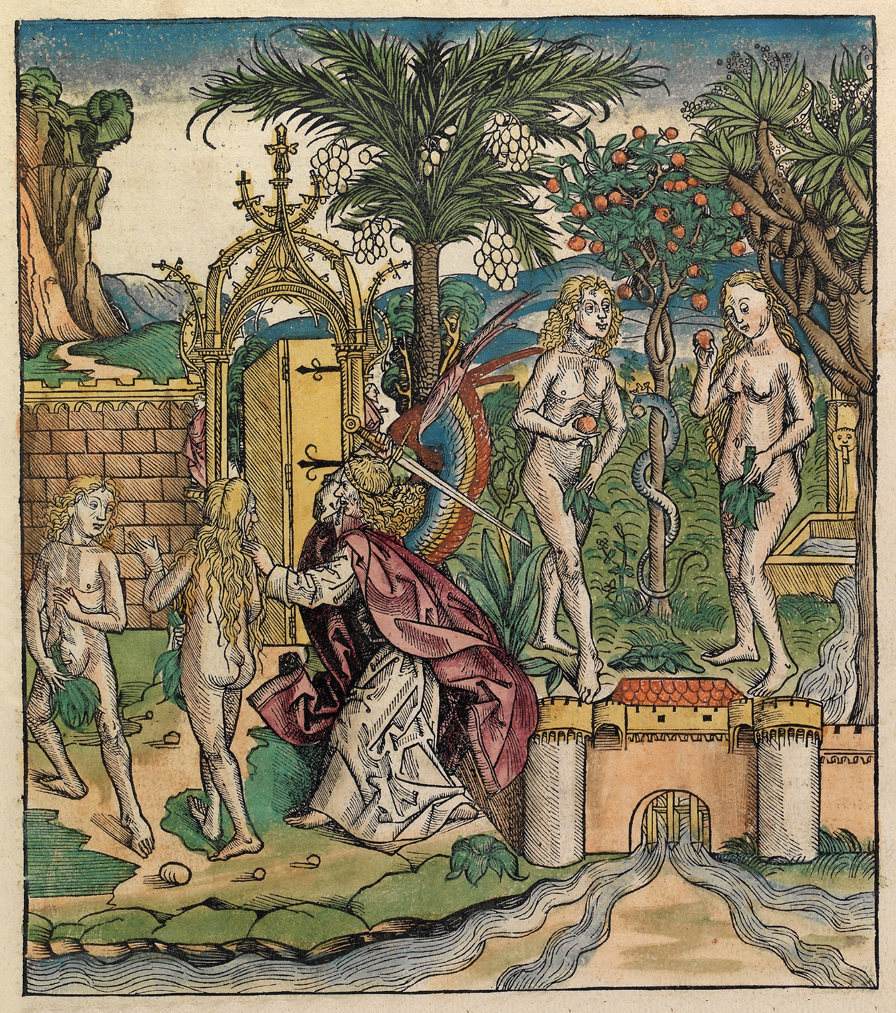
Wygnanie z raju (ilustracja z Kroniki norymberskiej)

Eden (hebr. Gan Eden, גַּן עֵדֶן „ogród rozkoszy”) – biblijny raj stworzony przez Boga dla pierwszych ludzi – Adama i Ewy. W tym ogrodzie ludzie mieli wszystkiego pod dostatkiem i ze wszystkiego mogli korzystać, z wyjątkiem drzewa poznania dobra i zła, którego owoców nie mogli zrywać. Jednak Szatan pod postacią węża skusił Ewę do zerwania zakazanego owocu, który po skosztowaniu podała mężowi, i on też go jadł. Za ten akt nieposłuszeństwa wobec Boga zostali oboje wygnani z Raju, którego od tej pory strzegły cheruby i wirujący ognisty miecz, aby nikt nie mógł zerwać owoców z drzewa życia. W Biblii da się wyróżnić dwie tradycje dotyczące Edenu – zawartą w Księdze Ezechiela i zawartą w Księdze Rodzaju. Prawdopodobnie obie są niezależnymi od siebie nawiązaniami do mezopotamskich mitów i tradycji królewskich i boskich ogrodów, takich jak wiszące ogrody Semiramidy, dostosowanymi do teologii judaistycznej.

## Znaczenie terminu
Ogród w Edenie funkcjonował jako paradygmat niezakłóconej więzi między Bogiem a ludźmi oraz między ludźmi a przyrodą, zerwanej po nieposłuszeństwie pierwszych ludzi.
W Biblii – Ogród w Edenie. Nazwa Eden pochodzi zapewne z języka akadyjskiego, gdzie słowo edinu oznaczało step lub pustynię. Przekładając Biblię hebrajską na język grecki (Septuaginta), przetłumaczono hebrajski „ogród” na grecki paradeisos. Jest to słowo pochodzenia staroirańskiego, lecz w czasie, gdy powstawała Septuaginta, było już całkowicie przyjęte w grece, gdzie oznaczało nie tyle zwykły ogród, ile wspaniały park, najczęściej otaczający pałac królewski. Człowiek został stworzony dla szczęścia i nieśmiertelności, wszystko to symbolizuje Ogród w Edenie: bliskość Boga, łatwe życie, w harmonii z całym stworzeniem, nadzieja nieśmiertelności. W literaturze apokryficznej, rozrastającej się na marginesie Starego Testamentu, ów Ogród, nazywany po polsku Rajem, staje się stopniowo miejscem, gdzie sprawiedliwi czekają na spotkanie z Bogiem, na Mesjasza i zmartwychwstanie. Tutaj mają się zrealizować wszystkie Boże obietnice.

## Stworzenie Edenu
Według Biblii Raj był ogrodem, który Bóg wydzielił na Ziemi ze względu na jego wspaniałe warunki. Choć idealny i ukształtowany ręką Boską, istniał więc w rzeczywistym świecie. „I zasadził Bóg ogród w Edenie na wschodzie” (Rdz 2,8). Ogród został następnie zamknięty i odizolowany od reszty ziem. Dzięki temu, że sam Bóg zwykł w nim przebywać, zyskał rangę sacrum. Eden był miejscem najwyżej stojącym w hierarchii miejsc świętych, jednak nie świątynią (jak sugeruje Stanisław Kobielus, można go jedynie uznać za prototyp świątyni). Następnie Bóg stworzył człowieka: „Pan Bóg wziął zatem człowieka i umieścił go w ogrodzie Eden, aby uprawiał go i doglądał” (Rdz 2,15).

## Położenie
Księga Rodzaju nie podaje wielu informacji na temat ogrodu Eden. Miał być uporządkowaną przestrzenią, w której wszystkie stworzenia żyły w harmonii. Wiadomo, że rosło tam wiele różnych drzew „miłych dla oka i smaczne owoce rodzące” (por. Rdz 2,9), m.in. drzewo poznania dobra i zła, a w środku ogrodu drzewo życia.
W ogrodzie wypływała rzeka, nawadniająca go i dzieląca się na cztery odnogi: Piszon, Gichon, Chiddekel (Tygrys) i Perat (Eufrat).

A zasadziwszy ogród w Eden na wschodzie (...)
Z Edenu zaś wypływała rzeka, aby nawadniać ów ogród, i stamtąd się rozdzielała, dając początek czterem rzekom.
Nazwa pierwszej – Piszon; jest to ta, która okrąża cały kraj Chawila, gdzie się znajduje złoto.
A złoto owej krainy jest znakomite; tam jest także wonna żywica i kamień czerwony.
Nazwa drugiej rzeki – Gichon; okrąża ona cały kraj – Kusz.
Nazwa rzeki trzeciej – Chiddekel; płynie ona na wschód od Aszszuru. Rzeka czwarta – to Perat.

Rzeki kryjące się pod tymi nazwami były przedmiotem licznych spekulacji. Według jednej z teorii rzeki te nie odpowiadają którymkolwiek z obecnie istniejących (według biblijnej narracji w jakiś czas po wygnaniu z Edenu człowieka miał miejsce apokaliptyczny potop, który musiał znacząco zmienić pierwotną geografię Ziemi). Obecne rzeki Eufrat i Tygrys musiały więc ukształtować się już po potopie i – oprócz nazw – nie muszą mieć wiele wspólnego z oryginalnymi rzekami wypływającymi z Edenu. Ci, którzy przetrwali potop, mogli nadawać znane sobie stare nazwy nowym miejscom, rzekom i regionom. Na podobnej zasadzie koloniści osiedlający się na nowych ziemiach nadawali stare nazwy, znane z ich pierwotnej ojczyzny, nowym miejscom. Przykładowo angielskiemu Newcastle odpowiada położone na australijskich antypodach Newcastle, swoje odpowiedniki w Nowym Świecie mają także np. Cambridge i Warszawa.
Tradycyjnie jednak położenie Edenu upatruje się gdzieś na Bliskim Wschodzie, na terenach obecnego Iraku (Mezopotamia), Turcji (góry Taurus, dawniej Urartu), czy w północnym Iranie. W ostatnich latach brytyjski archeolog David Rohl twierdzi, że zidentyfikował pierwotne położenie raju w dolinie Tabriz, w północno-zachodnim Iranie. Eden miałby leżeć w obszarze wyznaczonym dziś przez rzeki: Eufrat-Murat, Araks, Kuzył Uzum, Tygrys. Są to okolice na południe od góry Ararat i w pobliżu jezior: Wan, Urmia, Sewan. Na poparcie swojej teorii przywołuje fakt, że Arabowie, podbiwszy te tereny, jeszcze w VIII w. używali starej nazwy Gichon w odniesieniu do Araksu, oraz to, że Kuzył Uzum, nazywana też Uizhun, mogła mieć w przeszłości formę "izhun", co z kolei pochodziłoby od Piszon, który opływał krainę zasobną w złoto, tak jak czyni to Kuzył Uzum. Kolejnym tropem jest istnienie w tamtym rejonie góry Kusheh Dagh (Dagh oznacza górę, a Kusheh miałoby oznaczać Kusz).
Istnieją też teorie wskazujące na położenie Edenu na współcześnie zalanym dnie Zatoki Perskiej (Oaza Zatokowa).
We współczesnej biblistyce postuluje się, że wschód ma symbolizować kierunek idealny (miejsce pojawiania się słońca). Jeszcze dalej na wschód Jahwe umieścił anielskich strażników, więc była to najdalsza możliwa lokalizacja. Podanie jej nie miało na celu odnalezienia drogi do Edenu, lecz przeciwnie, miało to nauczać, że jest on poza zasięgiem ludzkiej ekspansji.

## Eden jako raj
Słowo „raj" (*rajь 'raj' – irańskie por. awest. rāy ‘bogactwo, szczęście’), którego chrześcijanie używają jako synonim ogrodu w Edenie, pochodzi z perskiego określenia paradis oznaczającego „ogród" lub „ogrodzone miejsce". Po raz pierwszy zostało użyte w Septuagincie w odniesieniu do ogrodu w Edenie. Według hebrajskiej tradycji utrata pierwotnego raju symbolizowała utratę obecności Boga w ludzkim doświadczeniu i dlatego odkupienie wyobrażano sobie jako odzyskanie raju, czy to na ziemi, czy w niebie.
Choć rajski ogród był początkowo miejscem na ziemi, można więc domniemywać, że został zniszczony podczas potopu, autorzy Nowego Testamentu zdają się sugerować, że został on po upadku człowieka zabrany z naszej rzeczywistości. Apostoł Paweł mówi w swoim liście, że gdy został uniesiony do „trzeciego nieba”, znalazł się w raju (por. 2 Kor 12,1-4), a według Łukasza Ewangelisty Jezus konając na krzyżu powiedział do łotra, że znajdą się w raju (por. Łk 23,43).

## Interpretacja judaistyczno-chrześcijańska
U żydowskich proroków, a także w apokryficznej apokaliptyce, opisy przyszłego świata odnoszone są do przeobrażonej ziemi. Rajskie warunki będą realizowane pod panowaniem Mesjasza. Raj pojawia się również w pismach wczesnych pisarzy chrześcijańskich. Papiasz pisze między innymi, że ziemia będzie rodzić niezwykłej ilości owoce i nie będzie drapieżników, a takie rajskie warunki będą osiągalne po zmartwychwstaniu dla męczenników i świętych Starego Testamentu. Justyn Męczennik, w oparciu o Apokalipsę, mesjańskie tysiąclecie odnosi w literalny sposób do ziemi. Także Ireneusz realizacje obietnic eschatologicznych widzi w przemienionych warunkach na ziemi. Laktancjusz opisuje rajskie warunki następująco:

Ci, którzy będą wtedy żyli, nie umrą, ale w czasie tysiąca lat zrodzą niezliczone mnóstwo (...). Wtedy słońce stanie się siedem razy jaśniejsze niż teraz. Ziemia ukaże swoją urodzajność i wyda obfite plony (...). Zwierzęta nie będą już żywić się krwią.

Święty Efrem widzi go jako stałe mieszkanie sprawiedliwych na bardzo wysokiej górze. Powoli zaczyna się kształtować idea powrotu do utraconego Raju.

## Nowy raj na ziemi
Według żydowskiej tradycji Bóg albo przywróci kiedyś ogród w Edenie, albo nastąpi jego nowe stworzenie.
Księga Apokalipsy opowiada się za tym drugim rozwiązaniem: stare stworzenie zostanie zastąpione Nowym Niebem i Nową Ziemią (wyrażenie „niebo i ziemia” oznaczało cały wszechświat) i rajem jeszcze piękniejszym niż pierwotne stworzenie (Ap 21,1 – „Potem widziałem niebo nowe i ziemię nową. Bo pierwsze niebo i pierwsza ziemia już przeminęły. Także morza już nie ma”).

### Żydowska myśl narodowa i socjalistyczna
W XIX w. wizje żydowskich nacjonalistów  doznały ewolucji w stosunku do nadziei mesjańskich. Przeszły od oczekiwanego przez judaizm indywidualnego mesjasza do mesjasza zbiorowego. Mojżesz Hess, żydowski działacz narodowy połowy XIX w., który miał nawrócić Karola Marksa na socjalizm, roztaczał następującą wizję raju na ziemi:

Nasza religia ma jako punkt wyjścia entuzjazm rasy, która od momentu pojawienia się na scenie historii proroczo przewidziała cele ostateczne ludzkości, i która miała znak zapowiadający czasy mesjańskie, w których duch ludzki osiągnie spełnienie, nie tylko w tym lub w tamtym pojedynczym człowieku, lecz w instytucjach społecznych całego rodzaju ludzkiego.

Według Roy H. Schoemana także we współczesnym judaizmie wizja ta jest dość powszechna. Przyszły raj mesjański jawi się wielu Żydom jako ziemski doskonały ustrój społeczny.

### Świadkowie Jehowy
Świadkowie Jehowy uważają, iż pierwotne zamierzenie Boga, aby cała ziemia stała się rajem, zamieszkanym przez ludzi, nie uległo zmianie. Nauczają, że raj zostanie przywrócony na ziemi, po usunięciu z niej złoczyńców (zgodnie z Psalmem 37,9–11;29) i będzie zamieszkany przez zmartwychwstałych oraz tych, którzy przeżyją Armagedon. Sama planeta nie zostanie więc zniszczona. Są przekonani, że o możliwości życia wiecznego w tym przywróconym ziemskim raju nauczał Jezus Chrystus, wspominając o nim m.in. w Mt 5,5 i Łk 23,43. W swych publikacjach wyjaśniają również, że w niektórych miejscach w Piśmie Świętym, np. w 2 Kor 12,4, określenie raj ma znaczenie symboliczne i może odnosić się do warunków, przypominających stan szczęśliwości w ogrodzie Eden.